# Estación de Burgos-Villafría
Burgos-Villafría, o simplemente Villafría, es una terminal ferroviaria de mercancías situada en el municipio español de Burgos, en la provincia de Burgos, comunidad autónoma de Castilla y León. Pertenece a la red de Adif y sus instalaciones están dedicadas exclusivamente a funciones logísticas.

## Situación Ferroviaria
La estación se encuentra situada en el punto kilómetro 3,3 de las líneas 166 y 168 de Adif, que enlazan el puerto seco de Burgos y la estación de mercancías con la línea de ancho ibérico Madrid-Hendaya a través de la bifurcación de Rubena.

## Historia
En sus orígenes la estación formaba parte del antiguo ferrocarril minero Villafría-Monterrubio de la Demanda, de vía estrecha. Las instalaciones acogían un cargadero de carbón y de un enlace con la línea Madrid-Hendaya, de ancho ibérico. No obstante, desde su nacimiento el ferrocarril de vía estrecha tuvo una existencia muy accidentada, y acabaría siendo desmantelado en la década de 1940. Con posterioridad, RENFE habilitaría en este lugar una estación de mercancías, al calor del desarrollo industrial de Burgos. En 2005, tras la extinción de la antigua RENFE, las instalaciones pasaron a manos de Adif.